# Albert Séguin
Albert Séguin (Vienne, 8 marzo 1891 – Villefranche-sur-Saône, 29 maggio 1948) è stato un ginnasta francese.

## Palmarès
Olimpiadi
- 3 medaglie:
  - 1 oro (volteggio al cavallo in largo a Parigi 1924)
  - 2 argenti (salita alla fune a Parigi 1924; concorso a squadre maschile a Parigi 1924)